# Wantsenorchis
De wantsenorchis (Anacamptis coriophora, synoniem: Orchis coriophora) is een vaste plant, die behoort tot de orchideeënfamilie (Orchidaceae). De soort staat op de Nederlandse Rode Lijst van planten als verdwenen uit Nederland. Vroeger kwam de plant in Zuid-Limburg in vochtige graslanden voor. In Nederland is de plant vanaf 1 januari 2017 niet meer wettelijk beschermd. Het Griekse woord 'Anakamptein' betekent naar achteren buigen. De Nederlandse naam wantsenorchis heeft de plant te danken aan haar geur, die aan een platgeslagen schildwants doet denken. Deze insecten scheiden bij bedreiging een zeer smerig ruikende afweerstof uit.
De plant wordt 15–35 cm hoog en heeft lancetvormige, groene bladeren. De stengel is niet verdikt. De plant vormt een knol.
De wantsenorchis bloeit in juni en juli met paarsrode, onduidelijke donkerpaars gestreepte buitenste bloemdekbladen. De 6–8 mm lange lip is bruinrood en heeft ruitvorminge zijslippen en een ongedeelde, naar achteren gebogen middenslip. De bloeiwijze is een langwerige aar.
De vrucht is een openspringende (dehiscente) doosvrucht met stoffijnzaad. Omdat de zaden geen reservestoffen hebben kunnen ze alleen kiemen als ze geïnfecteerd worden met een mycorrhiza.

## Ondersoorten
Er worden twee ondersoorten onderscheiden:
- Anacamptis coriophora subsp. coriophora (Europa tot West-Azië).
- Anacamptis coriophora subsp. fragrans (Middellandse Zeegebied tot Iran).